# Temporada 1994 de la Fórmula 3 Chilena
La temporada 1994 de la Fórmula Tres Chilena, también llamada Súper Fórmula Tres, fue la 22ª temporada del principal campeonato de monoplazas en Chile, se disputaron 12 fechas, que comenzaron el 20 de marzo de ese año hasta el 15 de enero del año siguiente; teniendo un receso desde mediados de junio hasta mediados de agosto por motivos de la Copa mundial de fútbol disputada en Estados Unidos ese año.
Esta temporada tiene el récord de realizar la mayor cantidad de fechas en circuitos distintos, siendo tres de ellas en el extranjero. 5 fueron disputadas en el autódromo de Las Vizcachas, 2 en el circuito de la Base Aeronaval de Quintero, 1 en el circuito callejero de Rengo (donde se inauguró la temporada) algo que no sucedía desde 1990, el de inaugurar la temporada en un circuito que no fuera Las Vizcachas, 1 en el circuito callejero del Parque industrial Chacalluta de Arica (ciudad donde retornaba la categoría después de su última presentación en 1987), además de las fechas realizadas en el extranjero: 1 en el autódromo municipal de Tacna, Perú, por motivos de la "Copa Confraternidad" con elñ símil del país del rimac, 1 en el autódromo El Zonda y 1 en el autódromo Jorge Ángel Pena en Mendoza, ambas en Argentina. Teniendo como socio televisivo a Chilevisión, desde la primera hasta la séptima fecha y posteriormente a Televisión Nacional de Chile, quienes transmitieron las competencias después de muchos años en directo, en esta ocasión en diferido, las transmisiones fueron los domingos en la tarde en el caso de Chilevisión por el programa «Deporte y algo más» y los sábados en la tarde en el caso de Televisión Nacional de Chile por el programa «Deporte en Acción».
A pesar de que desde esta temporada retornaba la motorización monomarca, con los motores Renault, tuvo muchos problemas organizativos, hubo un total de cuatro organizadores a lo largo de la temporada. Desde la primera a la segunda fecha, se hizo a cargo la SODAF (Sociedad de Dueños de Autos de Fórmula) que vino a reemplazar a la FOTA, quien estaba hasta el año anterior como organizador, pero al no poder realizar la tercera fecha en el autódromo Vegas de Quilaco en La Unión, debido a que el circuito no estaba listo, el presidente de la nueva entidad organizadora de los monoplazas renuncia a su cargo, de la tercera a la quinta fecha, fue organizada por la comisión de pilotos de Fórmula Tres. Posteriormente, tanto la sexta, séptima y décima fechas, el campeonato tuvo que ser organizado por la Federación de Automovilismo de Chile (FADECH) y desde la octava a la duodécima fecha y así de manera definitiva hasta 1998, por el Club Automovilismo Turismo Carrozado ATC.
De las escuderías, hubo tanto debutantes como el regreso de otras que no participaban después de varios años de inactividad, como Castrol-Pilas Energizer con Carlos Capurro (Castrol corrió eso si, como patrocinador secundario hasta 1991). Esso, quien no corría como patrocinador principal desde 1983 en la época de la Fórmula Cuatro y como patrocinador secundario desde 1987, con su producto Esso Superoil y asociado con Remolques Goren, junto a Claudio Israel y Julio Infante. Lubricantes Gulf, quien no corría desde 1987 como patrocinador oficial y desde 1992 como patrocinador secundario, junto a Juan Carlos y Gonzalo Carbonell Padre e hijo. Pepsi, que no corría desde 1985 y en esta ocasión, asociado con Pisco Capel, junto a Gonzalo Alcalde y Colo Colo, con Lino Pesce Jr. La escudería Colchones Rosen, defensora del título tanto de pilotos como de escuderías, se presentó con tres autos en esta temporada, piloteados por el campeón defensor, Giuseppe Bacigalupo, el piloto representante de Valparaíso, Mauricio Perrot y el joven debutante, Alejandro Serrano, ascendido de la Fórmula 4 promocional del año anterior.
Ramón Ibarra de Valvoline-One Way-Covial, se alzó con su primer título de campeón a dos fechas de finalizar la temporada con siete triunfos y empatando con Giuseppe Bacigalupo que consiguió el mismo número de victorias la temporada anterior, además de incursionar en carreras de la Fórmula Tres Sudamericana ese año bajo la escudería INI Competición, razón por la cual estuvo ausente en la 11° fecha. El segundo lugar fue para Juan Carlos Carbonell, quien en esta temporada obtuvo su primer triunfo y también hizo algunas carreras en el extranjero, corriendo tanto en la Barber Dodge como las dos últimas fechas de la Indy lights, ambas en Estados Unidos. El tercer lugar fue para el campeón defensor, Giuseppe Bacigalupo, quien tuvo una temporada regular, no logrando ganar ninguna fecha, siendo sus mejores resultados, dos segundos lugares conseguidos en la primera y quinta fecha. También fue la última temporada en activo de Carlos Capurro, que se retiró de manera definitiva del automovilismo al finalizar la temporada. 

## Auspiciadores
En esta temporada, los auspiciadores fueron:
| - Renault - Las Últimas Noticias - Goodyear - Radio Carolina - Colchones Rosen - Transportes Perrot - Valvoline - Pepsi - Bacigalupo y Reginato | - Revista BuenaOnda - Pisco Capel (Desde la 6° Fecha) - Esso Superoil (Desde la 5° Fecha) - Lubricantes Gulf (desde la 7° fecha) - Río Claro FM (solo la 1° fecha) - Coca-Cola (solo la 3° fecha) - Remolques Goren (solo la 3° y 4° fecha) - Tramaca (solo la 3° y 4° fecha) - Ladeco (solo la 3° y 4° fecha) |

## Equipos y pilotos
| N.º | Piloto                      | Auto-Motor            | Escudería                                                               | Carreras |
| --- | --------------------------- | --------------------- | ----------------------------------------------------------------------- | -------- |
| 1   | Giuseppe Bacigalupo         | Silva F3 - Renault    | Colchones Rosen - Transportes Perrot - Lubricantes Motul - Río Claro FM | Todas    |
| 2   | Carlos Capurro              | Larroquette - Renault | Lubricantes Castrol - Pilas Energizer - IBM - Teva                      | Todas    |
| 3   | Ramón Ibarra                | Larroquette - Renault | Valvoline - One Way Jeans & Jackets - Covial                            | 1-10;12  |
| 4   | Claudio Israel              | Larroquette - Renault | Esso Superoil - Remolques Goren                                         | Todas    |
| 5   | Gonzalo Alcalde             | Larroquette - Renault | Pisco Capel - Rectificadora Maroto                                      | 1-2      |
| 5   | Gonzalo Alcalde             | Larroquette - Renault | Pisco Capel - Pepsi                                                     | 3-12     |
| 6   | Gonzalo Carbonell Rebolledo | Larroquette - Renault | Lubricantes Gulf - Radio Galaxia                                        | 3-4      |
| 7   | Julio Infante               | Larroquette - Renault | Esso Superoil - Remolques Goren                                         | 1-11     |
| 8   | Mauricio Perrot             | Larroquette - Renault | Colchones Rosen - Transportes Perrot - Lubricantes Motul - Río Claro FM | 1-11     |
| 9   | Lino Pesce jr.              | Larroquette - Renault | Colo-Colo                                                               | 1-2      |
| 9   | Lino Pesce jr.              | Larroquette - Renault | Recauchajes Remosa                                                      | 3        |
| 9   | Lino Pesce jr.              | Larroquette - Renault | Imel                                                                    | 6-7      |
| 9   | Lino Pesce jr.              | Larroquette - Renault | Colchones Rosen - Transportes Perrot - Lubricantes Motul                | 12       |
| 11  | Hernán Allende              | Larroquette - Renault | Valvoline - Bujías Champion - Comercial Schmidt                         | Todas    |
| 12  | Gino Colombo                | Larroquette - Renault | Cecinas Colombo                                                         | 2        |
| 14  | Raul Juliet                 | Larroquette - Renault | Lubricantes Gulf - Radio Galaxia                                        | 3        |
| 15  | Rodrigo Hernando            | Larroquette - Renault | Valvoline - Champagne El Gaítero - Pepe Voss                            | 3-5      |
| 16  | Gonzalo Carbonell Tesler    | Larroquette - Renault | Rectificadora Maroto                                                    | 1-2      |
| 16  | Gonzalo Carbonell Tesler    | Larroquette - Renault | Lubricantes Gulf - Radio Galaxia                                        | 3-12     |
| 18  | Alejandro Serrano           | Larroquette - Renault | Colchones Rosen - Transportes Perrot - Lubricantes Motul - Río Claro FM | Todas    |
| 21  | Juan Carlos Carbonell       | Larroquette - Renault | Rectificadora Maroto                                                    | 1-4      |
| 21  | Juan Carlos Carbonell       | Larroquette - Renault | Lubricantes Gulf - Radio Galaxia                                        | 6-8;11   |
| 31  | Gonzalo Carbonell Rebolledo | Larroquette - Renault | Rectificadora Maroto                                                    | 1-2      |
| 31  | Gonzalo Carbonell Rebolledo | Larroquette - Renault | Lubricantes Gulf - Radio Galaxia                                        | 5-12     |

| Fº   | Día                 | Circuito                                        | Ciudad   | Gran Premio                          | Ganador               |
| ---- | ------------------- | ----------------------------------------------- | -------- | ------------------------------------ | --------------------- |
| 1.º  | 20 de marzo         | Circuito Callejero Plaza de Armas               | Rengo    | Ilustre Municipalidad de Rengo       | Ramón Ibarra          |
| 2.º  | 3 de abril          | Base Aérea de Quintero                          | Quintero | Las Últimas Noticias                 | Juan Carlos Carbonell |
| 3.º  | 2 de junio          | Circuito Callejero Parque Industrial Chacalluta | Arica    | Ayrton Senna Da Silva                | Lino Pesce Jr.        |
| 4.º  | 5 de junio          | Autódromo de Tacna                              | Tacna    | Confraternidad Chile-Perú            | Ramón Ibarra          |
| 5.º  | 14 de agosto        | Base Aérea de Quintero                          | Quintero | Conapran                             | Gonzalo Alcalde       |
| 6.º  | 25 de septiembre    | Autódromo Las Vizcachas                         | Santiago | Sergio Santander Benavente           | Juan Carlos Carbonell |
| 7.º  | 16 de octubre       | Autódromo Las Vizcachas                         | Santiago | Federación de Automovilismo de Chile | Ramón Ibarra          |
| 8.º  | 30 de octubre       | Autódromo El Zonda                              | San Juan | Federación de Automovilismo de Chile | Ramón Ibarra          |
| 9.º  | 13 de noviembre     | Autódromo Jorge Ángel Pena                      | Mendoza  | Asociación de Volantes de Oeste      | Ramón Ibarra          |
| 10.º | 27 de noviembre     | Autódromo Las Vizcachas                         | Santiago | Federación de Automovilismo de Chile | Ramón Ibarra          |
| 11.º | 11 de diciembre     | Autódromo Las Vizcachas                         | Santiago | Renault                              | Julio Infante         |
| 12.º | 15 de enero de 1995 | Autódromo Las Vizcachas                         | Santiago | Citroën                              | Ramón Ibarra          |

- Datos: Q47771550